# It's Alec Templeton Time
It's Alec Templeton Time era un programa de televisión estadounidense, emitido en la difunta cadena DuMont Television Network. El programa fue emitido durante el verano de 1955, y era un programa musical presentado por el músico Alec Templeton. Este programa era producido y distribuido por DuMont, y era emitido los viernes en la noche en la mayoría de las estaciones televisivas afiliadas a DuMont.
It's Alec Templeton Time posee la distinción de ser uno de los últimos programas emitidos en la alicaída cadena DuMont. La complicada situación que vivía la cadena televisiva hizo que las operaciones en cadena comenzaran a discontinuarse antes de que It's Alec Templeton Time debutara en pantalla, y Paramount Pictures tomó el control de DuMont durante el verano; como resultado, el programa tuvo pocos episodios, y su emisión no continuó después de los meses de verano.